# Liste der Nummer-eins-Hits in Deutschland (1958)
Diese Liste enthält alle Nummer-eins-Hits in Deutschland im Jahr 1958 gemäß der Zeitschrift Der Automatenmarkt. Sie ermittelte monatlich die beliebtesten Singles in den Jukeboxen. Es gab in diesem Jahr fünf Nummer-eins-Singles.
Siehe auch: Liste der Automatenmarkt-Chartsongs (1958)
| ← 1957 ← | Liste der Nummer-eins-Hits in Deutschland | Liste der Nummer-eins-Hits in Deutschland | Liste der Nummer-eins-Hits in Deutschland                                    | 1959 → |
| \| Zeitraum \| Mt. ges. \| Interpret \| Titel Autor(en) \| Zusätzliche Informationen \| \| (Zeitraum, Monate auf Platz eins, Interpret, Titel, Autor[en], zusätzliche Informationen) \| \| \| \| \| \| ----------------------------------------------------------------------------------------- \| -------- \| ------------------------ \| ---------------------------------------------------------------------------- \| -------------------------------------------------------------------------------------------------------------------------------------------------------------------------------------------------------------------------------------------------------------------------- \| \| Januar 1958 – März 1958 3 Monate \| 3 \| Fred Bertelmann \| Der lachende Vagabund Original: Jim Lowe; deutscher Text: Peter Moesser \| Rusty Draper machte Gambler’s Guitar 1953 zum Top-10-Hit in den USA. Mit dem Lachen von Fred Bertelmann wurde die deutsche Version zur Nummer 1. Es war der einzige Spitzenreiter unter den 14 Charthits des Sängers aus Duisburg. \| \| April 1958 – Juni 1958 3 Monate \| 3 \| Mitch Miller \| March from the River Kwai & Colonel Bogey Malcolm Arnold / Kenneth J. Alford \| Der Pfeif-Marsch aus dem Film Die Brücke am Kwai war jahrzehntelang die meistverkaufte Single Deutschlands und wurde erst 1997 auf Platz 2 verdrängt. Auch in anderen Ländern erreichte es Spitzenplatzierungen, in der Heimat USA kam Mitch Miller aber nur auf Platz 21. \| \| Juli 1958 – September 1958 3 Monate \| 3 \| Billy Vaughn & Orchestra \| Sail Along, Silv’ry Moon Percy Wenrich \| Bereits 1937 war die gesungene Version von Bing Crosby ein Hit. Die instrumentale Easy-Listening-Version begründete eine mehrere Jahre andauernde erfolgreiche Karriere von Vaughn in Deutschland mit 3 Nummer-eins-Hits. \| \| Oktober 1958 1 Monat \| 1 \| Perez Prado \| Patricia Damaso Perez Prado \| Bekannt geworden war der Kubaner mit seinem „Gummi-Mambo“, der drei Jahre zuvor die Spitze um einen Platz verpasste. Sein selbstgeschriebenes Lied Patricia war Nummer 1, aber auch sein letzter Hit. \| \| November 1958 – Januar 1959 3 Monate \| 3 \| Billy Vaughn \| La Paloma Sebastián de Yradier \| Orchesterchef Vaughn gelang es als erstem, zweimal in einem Jahr an der Spitze zu stehen. Es war das einzige Mal, dass vier instrumentale Titel in Folge Platz 1 erreichten. La Paloma war 1961 ein weiteres Mal ganz oben in der gesungenen Version von Freddy Quinn. \| |                                           |                                           |                                                                              | |
| ← 1957 |                                           |                                           |                                                                              | → 1959 → |
| Zeitraum | Mt. ges.                                  | Interpret                                 | Titel Autor(en)                                                              | Zusätzliche Informationen |
| (Zeitraum, Monate auf Platz eins, Interpret, Titel, Autor[en], zusätzliche Informationen) |                                           |                                           |                                                                              | |
| Januar 1958 – März 1958 3 Monate | 3                                         | Fred Bertelmann                           | Der lachende Vagabund Original: Jim Lowe; deutscher Text: Peter Moesser      | Rusty Draper machte Gambler’s Guitar 1953 zum Top-10-Hit in den USA. Mit dem Lachen von Fred Bertelmann wurde die deutsche Version zur Nummer 1. Es war der einzige Spitzenreiter unter den 14 Charthits des Sängers aus Duisburg.                                         |
| April 1958 – Juni 1958 3 Monate | 3                                         | Mitch Miller                              | March from the River Kwai & Colonel Bogey Malcolm Arnold / Kenneth J. Alford | Der Pfeif-Marsch aus dem Film Die Brücke am Kwai war jahrzehntelang die meistverkaufte Single Deutschlands und wurde erst 1997 auf Platz 2 verdrängt. Auch in anderen Ländern erreichte es Spitzenplatzierungen, in der Heimat USA kam Mitch Miller aber nur auf Platz 21. |
| Juli 1958 – September 1958 3 Monate | 3                                         | Billy Vaughn & Orchestra                  | Sail Along, Silv’ry Moon Percy Wenrich                                       | Bereits 1937 war die gesungene Version von Bing Crosby ein Hit. Die instrumentale Easy-Listening-Version begründete eine mehrere Jahre andauernde erfolgreiche Karriere von Vaughn in Deutschland mit 3 Nummer-eins-Hits.                                                  |
| Oktober 1958 1 Monat | 1                                         | Perez Prado                               | Patricia Damaso Perez Prado                                                  | Bekannt geworden war der Kubaner mit seinem „Gummi-Mambo“, der drei Jahre zuvor die Spitze um einen Platz verpasste. Sein selbstgeschriebenes Lied Patricia war Nummer 1, aber auch sein letzter Hit.                                                                      |
| November 1958 – Januar 1959 3 Monate | 3                                         | Billy Vaughn                              | La Paloma Sebastián de Yradier                                               | Orchesterchef Vaughn gelang es als erstem, zweimal in einem Jahr an der Spitze zu stehen. Es war das einzige Mal, dass vier instrumentale Titel in Folge Platz 1 erreichten. La Paloma war 1961 ein weiteres Mal ganz oben in der gesungenen Version von Freddy Quinn.     |